# Asii Chemnitz Narup
Asii Chemnitz Narup (* 27. Juni 1954 in Nuuk) ist eine grönländische Politikerin (Inuit Ataqatigiit).

## Leben

### Familie
Asii Chemnitz Narup ist die Tochter des Dänen Kaj Magnus Narup (1926–1997) und der Grönländerin Margrethe Marie Tabea Chemnitz (1930–?).
Ihr Vater war als Kaufmann in Grönland tätig und saß als einer von vier Dänen in Grønlands Landsråd. Über ihn ist sie zu drei Achteln dänischer, zu einem Achtel krim-jüdischer Abstammung. Väterlicherseits ist sie die Cousine 2. Grades des Schauspielers Martin Miehe-Renard (* 1956).
Ihre Mutter stammt aus der bedeutenden grönländischen Familie Chemnitz. Zu den Geschwistern ihrer Mutter gehören die Frauenrechtlerin Guldborg Chemnitz (1919–2003), der Intendant Jørgen Chemnitz (1923–2001) und der Politiker Lars Chemnitz (1925–2006). Die Frauenrechtlerin Gudrun Chemnitz (1928–2004) war ihre angeheiratete Tante. Ihre Großeltern mütterlicherseits waren der Landesrat Jørgen Chemnitz (1890–1956) und die Frauenrechtlerin Kathrine Chemnitz geb. Josefsen (1894–1978).
Am 23. Juli 1982 heiratete sie den Musiker und Schriftsteller Juaaka Lyberth (* 1952) und hat mit diesem einen Sohn und eine Tochter aus Südkorea adoptiert.

### Ausbildung und Arbeit in sozialen Bereichen
1981 wurde Asii Chemnitz Narup zur Sozialberaterin ausgebildet und war ab 1982 als solche in Nuuk tätig. Bis 1989 studierte sie nebenher Kultur- und Gesellschaftswissenschaften an der Universität von Grönland. Anfang der 1990er Jahre führte sie mehrere sozialpädagogische Kurse in Aarhus, Sisimiut und Nuuk durch. Anschließend war sie von 1996 bis 1998 im dänischen Dronningmølle als Trauer- und Krisentherapeutin tätig. Sie arbeitete auch 1990 als Präventionsberaterin der Alkoholkampagne Paarisa. Zudem war sie Dozentin für Fortbildungskurse in sozialen und medizinischen Bereichen.
Von 1981 bis 1986 war sie im mitgegründeten Frauenkrisenzentrum Nuuk (Nuummi Arnat Suleqatigiit) tätig. 1986 war sie Vorsitzende des neugegründeten Alkoholrats Grönlands. Von 1993 bis 1997 war sie im Schulausschuss der Ukaliusap Atuarfia in Nuuk. Sie ist in einer Vielzahl weiterer Ausschüsse und Stiftungen aktiv und hat in den 1990er Jahren mehrere sozialwissenschaftliche Sach- und Lehrbücher geschrieben.

### Politikkarriere

#### Anfänge im Parlament
Asii Chemnitz Narup kandidierte als Erste Stellvertreterin für Nukakuluk Kreutzmann bei der Parlamentswahl 1991. Von 1992 bis 1993 saß sie als Stellvertreterin im Rat der Gemeinde Nuuk saß.
Bei der Parlamentswahl 1999 wurde sie erstmals in das Inatsisartut gewählt. Bei der Wahl 2002 wurde sie wiedergewählt und im Dezember 2002 zur Familien- und Gesundheitsministerin im Kabinett Enoksen I ernannt. Die Koalition zerbrach bereits nach einem Monat im Januar 2003. Im September 2003 erhielt sie ihr Ministerium im Kabinett Enoksen III zurück. Im April 2005 gab sie das Familienministerium an Tommy Marø ab. Bei der Parlamentswahl 2005 wurde sie erneut wiedergewählt und zur Gesundheits- und Umweltministerin im Kabinett Enoksen IV ernannt. Im November 2006 trat sie freiwillig zurück. 2007 wurde sie zur Vizeparteivorsitzenden der Inuit Ataqatigiit ernannt.

#### Zeit als Bürgermeisterin
Bei der Kommunalwahl 2008 wurde sie zur Bürgermeisterin der neuen Kommuneqarfik Sermersooq gewählt, weswegen sie bei der Parlamentswahl 2009 nicht mehr antrat. Bei den Kommunalwahlen 2013 und 2017 wurde sie jeweils wiedergewählt. Im Mai 2019 strahlte Danmarks Radio eine Dokumentation aus über Kindesmissbrauch in Tasiilaq, die eine politische Diskussion auslöste und schließlich Anfang Juni dazu führte, dass die Demokraatit die seit zehn Jahren tätige Koalition mit der Inuit Ataqatigiit in der Kommuneqarfik Sermersooq aus Unzufriedenheit mit der Bürgermeisterin auflösten. Asii hatte zuvor kritisiert, dass die Demokraatit Kim Kielsens Minderheitsregierung aus Siumut und Nunatta Qitornai weiter stützten. Am 11. Juni trat Asii Chemnitz Narup als Bürgermeisterin zurück. Zu ihrer Nachfolgerin wurde Charlotte Ludvigsen gewählt.

#### Rückkehr in die Landespolitik
Bei der Parlamentswahl 2021 unternahm sie ein politisches Comeback und wurde wieder ins Inatsisartut gewählt. Anschließend wurde sie zur Finanz- und Innenministerin im Kabinett Egede I ernannt. Mit knapp 67 Jahren war sie zum Antritt des Postens am 23. April 2021 die älteste Person, die in Grönland je ein Ministeramt bekleidet hat.
Im Oktober 2021 wurde der kommunale Aufsichtsrat damit beauftragt, die Rechtmäßigkeit eines Verfahrens zu prüfen, mit dem die Kommuneqarfik Sermersooq in der Zeit mit Asii als Bürgermeisterin Wohnungen beschafft hatte. Die Kommune hatte wegen der großen Wohnungsnot in Nuuk rund 300 private Wohnungen angemietet und für niedrigere Preise als kommunale Wohnungen weitervermietet und damit finanzielle Verluste gemacht. Anfang November kam der Aufsichtsrat zum Schluss, dass die Methode gesetzeswidrig sei und nicht weiter genutzt werden sollte. Die Siumut verlangte daraufhin ihren Rücktritt als Finanz- und Innenministerin. Anschließend verlangten die Demokraatit am 21. November auch Charlotte Ludvigsens Rücktritt, da sie das Modell weiterführte. Sie lehnte aber ab mit der Begründung, dass die Methode billiger sei als der Neubau von Wohnungen. Am 23. November trat Asii Chemnitz Narup als Ministerin zurück, um das Ansehen der Regierung nicht zu gefährden.
Sie nahm anschließend wieder ihren Parlamentssitz wahr. Am 23. September 2024 trat sie freiwillig aus dem Parlament zurück und kündigte an, ihre politische Karriere mit 70 Jahren zu beenden.

### Auszeichnungen
Am 30. Dezember 2015 wurde sie mit dem Nersornaat in Silber ausgezeichnet. Bereits 2012 war sie zur Ritterin 1. Klasse des Dannebrogordens ernannt worden.